# 마티외 구르댕
마티외 로제 장 구르댕(프랑스어: Mathieu Roger Jean Gourdain, 1974년 5월 4일~)은 프랑스의 은퇴한 펜싱 선수로, 현역 시절 포지션은 사브르이다. 2000년 하계 올림픽에서 개인전과 단체전 은메달을 획득했다.